# وزارت امور خارجه ایالات متحده آمریکا
وزارت امور خارجه ایالات متحده آمریکا (به انگلیسی: United States Department of State) یکی از پانزده وزارتخانهٔ دولت فدرال، ایالات متحده آمریکا است.
مقر این سازمان در واشینگتن است.

## وظایف
وزارت خارجه آمریکا مسئول اجرای سیاست های خارجی و تنظیم روابط بین الملل ایالات متحده است.

## افشای اسناد محرمانه وزارت‌خارجه آمریکا توسط ویکی‌لیکس

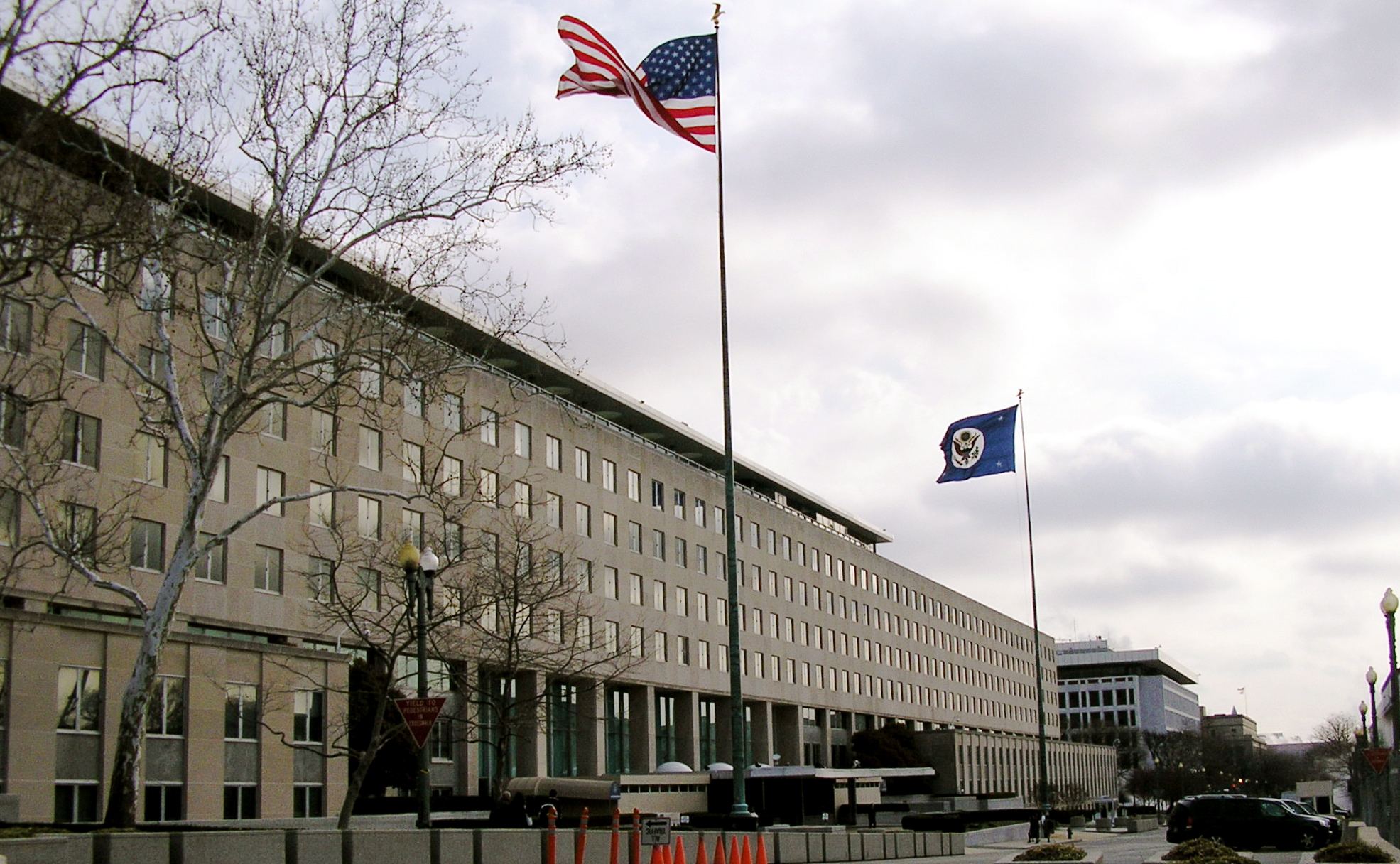
ساختمان مرکزی وزارت امور خارجه آمریکا.

ویکی‌لیکس در تاریخ ۲۸ نوامبر ۲۰۱۰ میلادی (۷ آذر ۱۳۸۹) بخش‌هایی از اسناد و گزارش‌های طبقه‌بندی شده وزارت امور خارجه آمریکا را که بالغ بر ۲۵۰ هزار سند محرمانه از وابسته‌های دیپلماتیک ایالات متحده آمریکا در همه نقاط جهان می‌شود را منتشر کرد.